# Ton Bodaan
Ton Bodaan (1942) is een voormalig Nederlands honkballer en honkbalscheidsrechter.
Bodaan speelde 22 seizoenen voor de vereniging Storks uit Den Haag. Ook kwam hij uit voor het Nederlands honkbalteam en nam deel aan de wereldkampioenschappen in 1970 in Colombia. Hij speelde hoofdzakelijk als achtervanger maar ook als eerste honkman en beëindigde zijn actieve topsportcarrière in 1979. In 1980 werd hij scheidsrechter en zou in totaal meer dan 600 wedstrijden op hoofdklasseniveau op zijn naam brengen alsmede vijfentwintig internationale evenementen waaronder de Olympische Spelen in Sydney in 2000 tot hij in 2002 afscheid nam. 